# Quinton Fortune
Quinton Fortune (* 21. Mai 1977 in Kapstadt) ist ein ehemaliger südafrikanischer Fußballspieler. Er bestritt insgesamt 85 Spiele in der englischen Premier League und der spanischen Primera División. In den Jahren 2000, 2001 und 2003 gewann er mit Manchester United die englische Meisterschaft. Fortune spielte auf der linken Außenbahn oder im linken Mittelfeld.
In Südafrika hat er den Fußballclub Fortune FC gegründet.

## Erfolge
- Spanischer Meister: 1996
- Spanischer Pokalsieger: 1996
- Englischer Meister: 2000, 2001, 2003
- Englischer Pokalsieger: 2004